# Барри, Патриша
Патриша Барри (англ. Patricia Barry, урождённая Патриша Аллен Уайт (Patricia Allen White); 16 ноября 1922[…], Давенпорт, Айова — 11 октября 2016[…], Лос-Анджелес, Калифорния) — американская актриса.

## Биография
Родилась в семье врача. Она подписала контракт с «Columbia Pictures» почти сразу после окончания учёбы в Стефенс-колледже в городе Колумбия, штат Миссури. Барри начала свою карьеру в кино в 1947 году и позже снялась в более чем 130 телевизионных сериалах и фильмах.
На телевидении актриса появилась в таких телесериалах, как «Альфред Хичкок представляет», «Направляющий свет», «Мэверик», «Все мои дети», «Она написала убийство», «Дни нашей жизни», «Коломбо», «Дымок из ствола» и «Сумеречная зона», номинировавшись за годы своей карьеры на телевидении три раза на премию «Эмми». Помимо этого в 1950-х годах она играла на театральных сценах Бродвея.
Барри была членом хартии женщин в кино, некоммерческой организации, посвященной обеспечению равных возможностей для женщин, поощрению творческих проектов женщин, а также расширению и укреплению образа женщин во всех формах мировых СМИ.
С 1950 года актриса была замужем за Филипом Барри-младшим, от которого родила двух дочерей. Их брак продолжался до его смерти в 1998 году.